# Kadıköy (district)
Pour les articles homonymes, voir Kadıköy.
Kadıköy (prononcé [kaˈdɯkøj] ; du turc Kadı, juge et köy, village, peut être traduit par « village du juge » ; anciennement Chalcédoine) est l'un des 39 districts de la ville d'Istanbul, en Turquie. Centre culturel de la rive asiatique de la ville, il est bordé au sud par la mer de Marmara et est adjacent aux districts d'Üsküdar, d'Ataşehir et de Maltepe.
Chalcédoine, qui deviendra Kadıköy, est la première colonie grecque sur les rives du Bosphore en 685 av. J.-C.. Après être passé, au cours des siècles, aux mains des Perses, des Thraces, des Romains, des Byzantins, des Arabes, des Croisés et des Turcs, la ville devient ottomane en 1353. Sous le règne ottoman puis turc, Kadıköy devient un important marché agricole puis un quartier résidentiel, commercial et un important pôle de transport maritime vers la rive européenne d'Istanbul.
Le recensement de 2011 indiquait que Kadıköy possédait 531 997 habitants.
De nombreux bâtiments dont des églises comme l'église de la Sainte-Trinité, église Notre-Dame-de-l'Assomption (tr), des synagogues comme la synagogue Hemdat Israel et des mosquées comme la mosquée de Zühtü Pacha témoignent de la diversité religieuse du quartier à travers les âges. Des cimetières et des fontaines comme la fontaine Halid Ağa Çeşmesi rappellent de la richesse du quartier à la période ottomane également.

## Administration
Le district de Kadıköy est divisé en 21 quartiers :
- 19 Mayıs
- Acıbadem
- Bostancı
- Caddebostan
- Caferağa
- Dumlupınar
- Eğitim
- Erenköy
- Fenerbahçe
- Feneryolu
- Fikirtepe
- Göztepe
- Hasanpaşa
- Koşuyolu
- Kozyatağı
- Merdivenköy
- Osmanağa
- Rasimpaşa
- Sahrayıcedid
- Suadiye
- Zühtüpaşa

## Galerie

Galerie de vues de Kadıköy
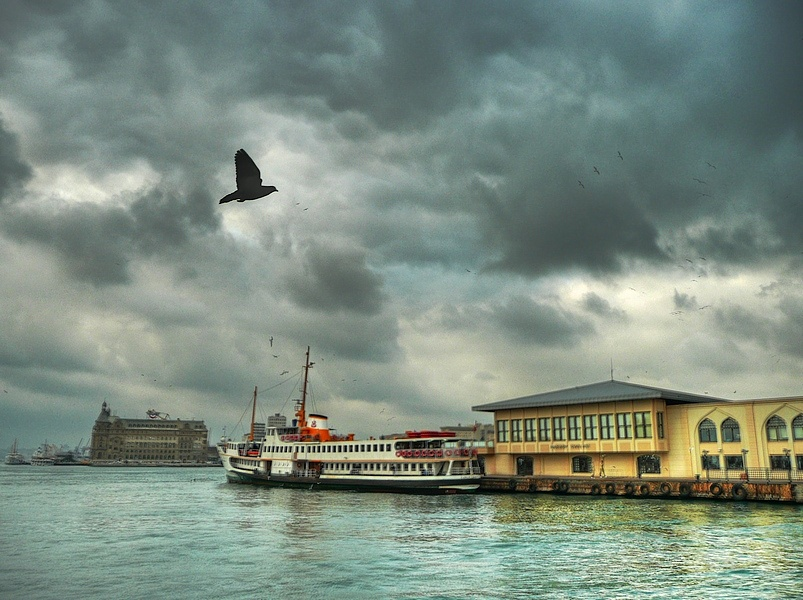
Quai de Kadıköy
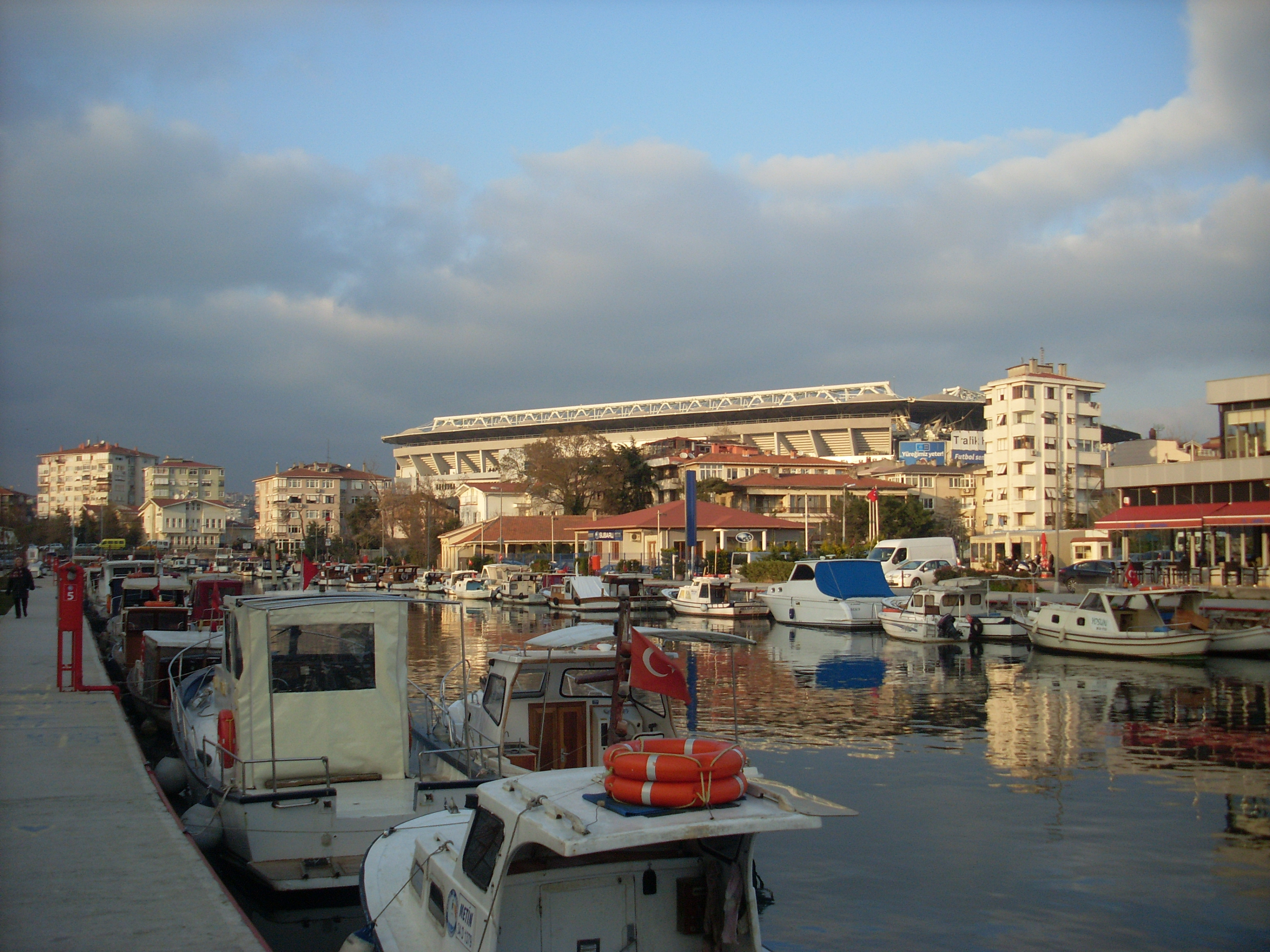
Vue du canal Kurbağalıdere avec le stade Şükrü-Saracoğlu en arrièRe plan (mars 2013).
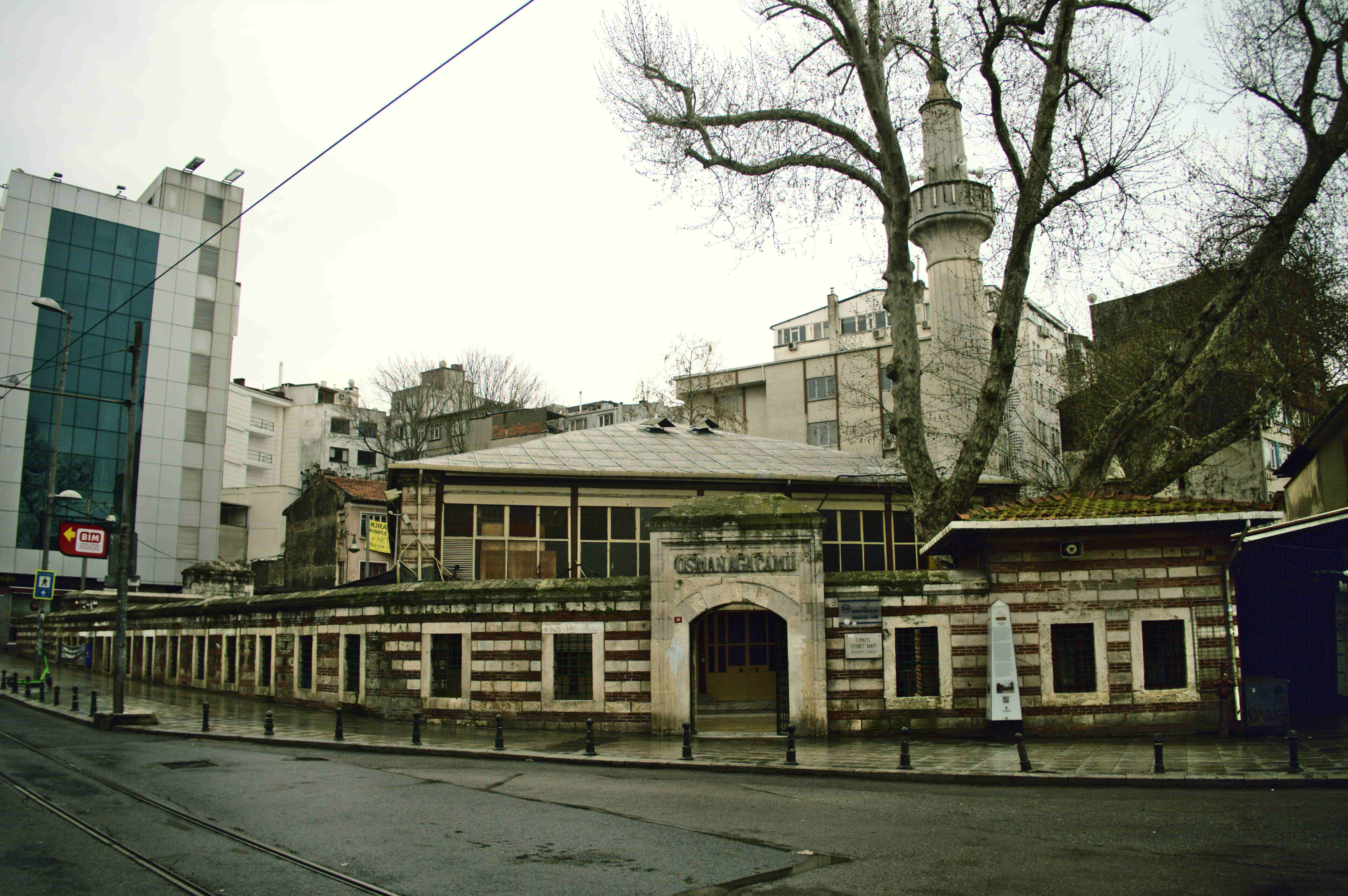
Mosquée Osmanağa